# Josh White
Joshua Daniel White (Greenville, 11 de fevereiro de 1914 - Manhasset, 5 de setembro de 1969), mais conhecido como Josh White, foi um legendário ator, guitarrista, compositor, cantor e ativista norte-americano. Introduziu o folk, blue e gospel negro na década de 1940.
Pai de Josh White jr., também cantor e guitarrista.